# Conceição do Castelo
Conceição do Castelo là một đô thị thuộc bang Espírito Santo, Brasil. Đô thị này có diện tích 364,531 km², dân số năm 2007 là 11193 người, mật độ 30,71 người/km².